# Чёрная Канарейка
Чёрная Канарейка (англ. Black Canary) — имя двух персонажей комиксов издательства DC Comics, а также название серий комиксов об одноимённой супергероине. Первая Чёрная Канарейка, Дина Дрейк, была создана Робертом Канигером и Кармайном Инфантино и впервые появилась в Flash Comics #86 (август, 1947).
Вторая инкарнация супергероини, Дина Лорел Лэнс, являющаяся дочкой Дины Дрейк, появилась в Justice League of America #219 (октябрь, 1983).

## Дина Дрейк

Дина Дрейк — первая Чёрная Канарейка в Justice League of America vol. 1, #64

Дина Дрейк (англ. Dinah Drake) — вымышленный персонаж, первая Чёрная Канарейка, супергерой из комиксов издательства DC Comics. Её дебют состоялся во «Flash Comics» № 86 в августе 1947. Первая Чёрная Канарейка действовала во время Золотого века комиксов и вышла замуж за детектива из Готэм-сити Ларри Лэнса. Как и многие другие супергерои первого поколения, она была участницей Общества справедливости Америки, первой команды супергероев в комиксах. Персонаж был создан сценаристом Робертом Канигером и художником Кармайном Инфантино.

### Силы, способности и оборудование
Оригинальная Чёрная Канарейка не обладала никакими суперспособностями, но была крайне опытна в дзюдо, актёрском мастерстве и перевоплощении. Её костюм состоял из белокурого парика, чулок в сеточку, пиратских ботинок, боди и расстёгнутой куртки. Изначально она также носила маску домино, но потом этот элемент был отброшен. Чёрная Канарейка присоединилась к Обществу справедливости Америки, сначала помогая им в All-Star Comics № 38, а затем вступила в команду в № 41, помогая им, когда они были загипнотизированы Обществом Несправедливости, но затем её перестали публиковать, как и всю остальную команду в начале 1950-х.
Но всё же Канарейка обладала сверхмощным криком канарейки, способным оттолкнуть противника на несколько метров и оглушить его.

## Дина Лорел Лэнс
Дина Лорел Лэнс (англ. Dinah Laurel Lance) — дочь первой Чёрной Канарейки, появившаяся в новых историях и вступившая в Лигу справедливости. Впервые она появилась в Justice League of America № 219 (октябрь 1983). Эта Чёрная Канарейка известна своим талантом к боевым искусствам и суперспособностью. Как и первая Чёрная Канарейка, была создана Робертом Канигером и Кармайном Инфантино.

### Силы и способности
Крик Канарейки: Дина обладает особым метагеном, который позволяет ей воспроизводить звуки невероятной силы, способные ошеломлять или даже убивать людей, а также повреждать металлические конструкции.
Разрушительный крик: основной атакующий приём Чёрной Канарейки, однако она пользуется им в бою крайне редко.
Пение Сирены: способно заставить людей уснуть.
Чёрная Канарейка является одним из самых сильных рукопашных бойцов во вселенной DC. Её обучал боксу сам Дикий Кот, она в совершенстве изучила капоэйру, крав-мага и хапкидо.

## Вне комиксов

### Телевидение

Костюм Чёрной Канарейки во Вселенной Стрелы

- Появляется в «Тайнах Смолвиля» в 7 сезоне, где вербуется Зелёной стрелой в Лигу справедливости. Её сыграла Элейна Каланж.
- В сериале «Хищные птицы» появляется как Кэролин Лэнс.
- В сериале «Стрела» разделена на двух персонажей: Лорел Лэнс (Кэти Кэссиди) является бывшей девушкой Оливера Куинна (Стивен Амелл), а её сестра Сара (Кэйти Лотц) является Канарейкой. Сара впервые появляется как Канарейка во втором сезоне. В третьем сезоне Сара погибает. В последней серии второго сезона Сара дарит Лорел свою куртку, а в третьем Лорел становится Чёрной Канарейкой, решая продолжить дело погибшей сестры. Позже Лорел воскрешает Сару с помощью Ямы Лазаря. В 4 сезоне Канарейка уже как полноценный член команды погибает от рук Дарка. В конце 9 серии 5 сезона, когда Оливер возвращается в своё убежище, он видит перед костюмами «ожившую» Лорел, которая оказывается Чёрной Сиреной, двойником Лорел с Земли-2. Оливер пытается дозваться до человечности внутри этой Лорел, но чуда не происходит. В конце 10 серии 5 сезона Оливер с Фелисити обсуждают поиск достойной преемницы имени героини, в то же самое время в Хаб-сити показывают предположительно будущую кандидатку на эту роль. В 11 серии 5 сезона Оливер знакомится с Тиной Боланд (настоящее имя — Дина Дрейк) и предлагает ей вступить в команду. Однако Лорел Лэнс с Земли-2 (которая перестала быть злодеем) принимает костюм Чёрной Канарейки с Земли-1 (7 сезон 18 серия), став полноценной Чёрной Канарейкой. В 8 сезоне Кэти Кэссиди возвращается к роли Чёрной Канарейки с Земли-2, обновляет свой костюм. После разрушении её мира Земли-2 объединяет силы с Оливером Куином и его командой, чтобы остановить грядущий Кризис на Бесконечных Землях.
  - В сериале «Флэш» Лорел появляется в 19 серии первого сезона, Циско Рамон дарит ей устройство «Крик канарейки». В 22 серии второго сезона впервые появляется её версия из параллельного мира — Чёрная Сирена. Здесь она является мета-человеком. Её послал Зум, чтобы та создала хаос в городе и остановила Флэша. В 4 сезоне 19 серии появляется Чёрная Сирена с Земли-X и противостоит Лео Снарту, но прибывшие Барри и Циско спасают его. Сирена-X отправляется вслед за ними на Землю-1. Захватывает полицейский участок, мстя нашим героям за свержение в её мире нацистского режима (Кризис на Земле-X). Пытается уничтожить город, с помощью метачеловека по прозвищу «Осадок» почти побеждая Флэша и Снарта-X, но Барри находит силы чтобы остановить её.
- В сериале «Легенды завтрашнего дня» Сара (Кейти Лотц) является главной героиней. Здесь она Белая Канарейка. Путешествует сквозь пространство и время вместе с командой Легенд и её капитаном, Рипом Хантером. Во втором сезоне занимает место капитана. Сама Лорел появляется в пилотной серии этого сериала, где просит Сару согласиться присоединиться к команде Рипа, также в финале 2 сезона Лорел появляется в галлюцинации Сары, созданной Копьём Судьбы.

### Анимационные фильмы и сериалы
Появляется в эпизодической роли в анимационном телесериале «Юная Лига справедливости». Ещё появляется в анимационных сериалах «Бэтмен: Отважный и смелый» и «Лига справедливости: Без границ».

### Кино
Американская актриса Джерни Смоллетт исполнила роль Дины Лэнс в фильме 2020 года «Хищные птицы: Потрясающая история Харли Квинн».

### Видеоигры
Является играбельным персонажем в видеоигре Lego Batman 2: DC Super Heroes и в продолжении Lego Batman 3: Beyond Gotham. Также является одним из играбельных персонажей в игре Injustice 2, помогая Бэтмену в миссии.

## Критика и отзывы
Чёрная Канарейка заняла 71 место в списке «Величайших персонажей комиксов» по версии журнала Wizard.
В 2011 году персонаж занял 81 место в списке «Сто лучших героев комиксов всех времён» по версии IGN.
Чёрная Канарейка заняла 26-е место в списке 100 самых сексуальных женщин в комиксах по версии журнала Comics Buyer's Guide.